# Caspar Ett

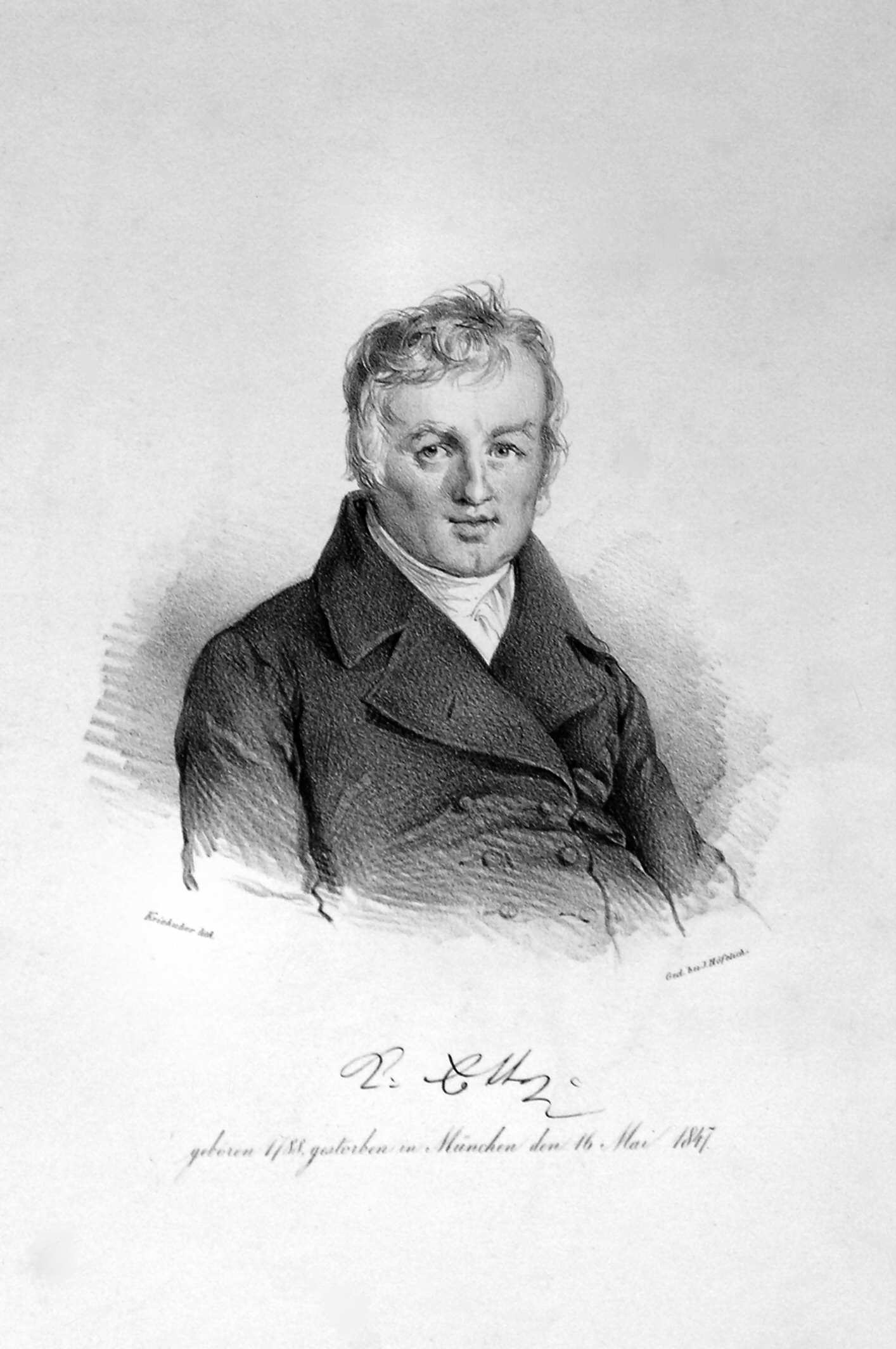
Lithografía de Caspar Ett por Josef Kriehuber.

Caspar Ett (5 de enero de 1788, Eresing - 16 de mayo de 1847, Múnich) fue un compositor y organista alemán.

## Vida
En 1804 completó sus estudios secundarios en el "Paedagogium" de Múnich, conocido hoy como el Wilhelmsgymnasium. Ett estudió en el Seminario Electoral de Múnich y en 1816 llegó a ser el organista de la corte en la iglesia de San Miguel. A Ett se le atribuye también el resurgimiento de la música coral de los siglos XVI al XVIII. Compuso para la Iglesia católica, pero también trabajó para las confesiones ortodoxa griega y judía. Fue profesor de música del rey Maximiliano II. En Eresing se puso su nombre a una calle y en el centro de Múnich hay también la 'Ettstraße' (la Calle Ett).
Está enterrado en el antiguo cementerio del sur en Múnich.

## Obras
- Ad resurrectionem Domini Attollite portas
- Haec dies
- Pange lingua - Tantum ergo
- Ave maris stella
- Missa quadragesimalis
- Ave vivans hostia
- Laudate dominum
- Iste Confesor Jesu
- Redemptor omnium
- Prope est
- Réquiem
- Cantica Sacra, Múnich 1834